# 安巴赫
安巴赫（法語：Hambach，法語發音：[ambax]；洛林法兰克语：Hombach）是法国摩泽尔省的一个市镇，位于该省东部，属于萨尔格米讷区。司麦特汽车工厂位于其境内。

## 地名
由于语源问题，该地名“Hambach”拼读方式不符合法语正字法，其标准发音为[ambax]，根据实际发音其应译作“安巴赫”，《世界地名翻译大辞典》与《世界地名译名词典》将其纯按法汉译音表误译作“昂巴克”。

## 地理
安巴赫（49°3'39"N, 7°2'11"E）面积17.6 平方千米，位于法国大東部大區摩泽尔省，该省份为法国东北部内陆省份，是洛林的一部分，西南接默尔特-摩泽尔省，东临下莱茵省，北与卢森堡和德国接壤。
与安巴赫接壤的市镇（或旧市镇、城区）包括：格伦德维莱尔、讷夫格朗日、萨拉尔布、埃比蔡姆、萨尔格米讷、维勒瓦尔德、武斯特维莱尔、锡尔蔡姆。
安巴赫的时区为UTC+01:00、UTC+02:00（夏令时）。

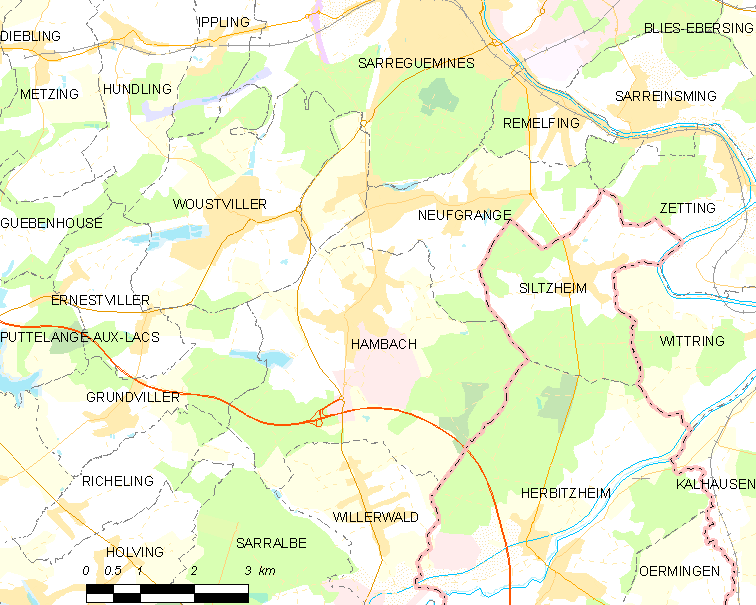
安巴赫的OSM定位图

## 行政
安巴赫的邮政编码为57910，INSEE市镇编码为57289。

## 政治
安巴赫所属的省级选区为萨尔格米讷县。

## 交通
法国国家A4高速公路和国道N61线在境内十字交汇。

## 人口

1962-2008年间安巴赫人口变化图示

安巴赫于2022年1月1日时的人口数量为2787人。